# Ust-Dzhegutinsky (huyện)
Huyện Ust-Dzhegutinsky (tiếng Nga: ? райо́н) là một huyện hành chính tự quản (raion), của Karachay-Cherkess, Nga. Huyện có diện tích 982 km², dân số thời điểm ngày 1 tháng 1 năm 2000 là 50200 người. Trung tâm của huyện đóng ở Ust-Dzheguta.